# Kováts Eduárd
Jordánházi és berenczei Kováts Eduárd (Szatmár, 1823. május 18. – Szatmárt, 1898. április 29.) földbirtokos, megyebizottsági tag.

## Élete
Középiskoláit Nagykárolyban és Szatmárt végezte, jogi tanulmányait Kassán kezdte és Pesten fejezte be, ahonnan Zoltán János Szabolcs megyei alispán mellé ment joggyakorlatra. Ennek bevégzése után a bécsi udvari kancelláriánál fogalmazó lett és a híres Platthy referendárius mellé volt beosztva. 1843-ban haza ment és Homokon gazdálkodással kezdett foglalkozni. Ugyanezen évben Szatmár vármegye szolgabíróvá választotta meg; ez állásáról azonban lemondott. 
Az 1848. évi szabadságharc alatt mint nemzetőri közvitéz állott hazája szolgálatába, majd később segédtiszt volt, a nemzetőrség parancsnoka és vezére Katona Mihály mellett. 1849 őszén házassági frigyre lépett Térey Máriával, Petőfi Sándorné Szendrey Júlia meghitt barátnőjével; de neje már hat év után meghalt. 
1852-ben a császári és királyi törvényszéknél rövid ideig bírói tisztet viselt; azután huzamosabb ideig ismét a gazdálkodásnak élt. A vármegye majdnem összes bizottságának tagja, a katonai vegyes felülvizsgáló bizottságnak húsz évig díjtalanul elnöke volt. Érdemei elismeréseül ő felsége a vaskoronarenddel tüntette ki (már 1869-ben királyi tanácsosi rangot nyert). A Széchenyi Társaságnak elnökigazgatója is volt. Elnöke volt az országos földhitelintézet vidéki bizottságának, alapítója a magyarországi gazdasági egyesületnek és a Szent István Társulatnak. Könyvtára mintegy nyolc ezer kötetre rúgott.
A Szamosnak és Szatmári Közlönynek munkatársa volt.